# Ariel Rechtshaid

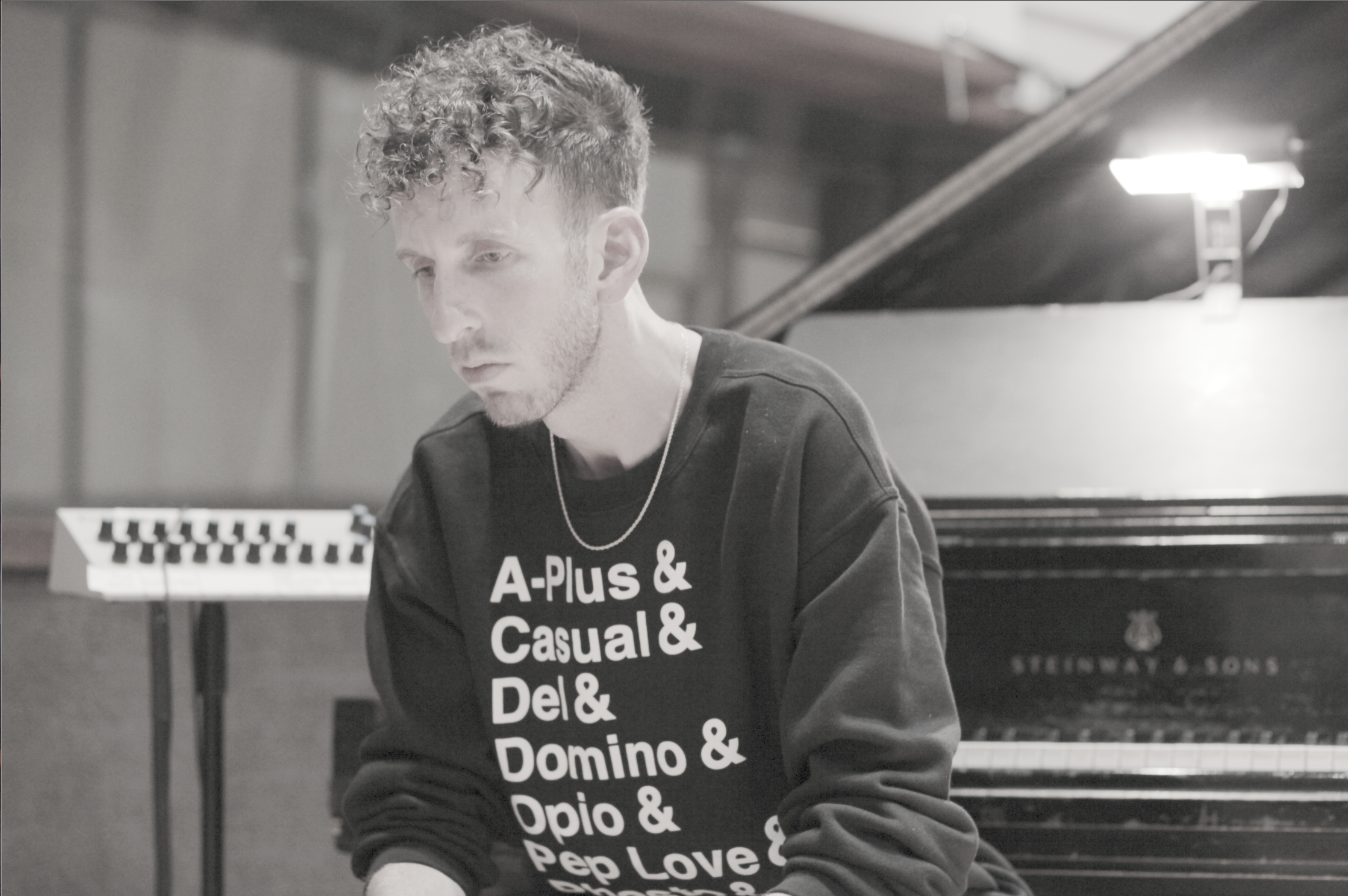
Ariel Rechtshaid in studio

Ariel Rechtshaid (Los Angeles, 23 marzo 1979) è un produttore discografico e polistrumentista statunitense.

## Carriera
Come musicista ha formato il gruppo The Hippos in California. Con la band, il cui genere di riferimento è il pop-ska, ha pubblicato due album tra il 1998 ed il 1999 e una raccolta nel 2003. Nel periodo 2005-2009 invece ha realizzato tre album come componente del gruppo folk Foreign Born, l'ultimo dei quali etichettato Secretly Canadian.
Dal 2003 è attivo anche come produttore discografico. In questo ruolo ha collaborato con Charli XCX, Haim, Vampire Weekend, Sky Ferreira, Major Lazer, Solange Knowles, Snoop Lion, No Doubt, Usher, We Are Scientists, Plain White T's, Kylie Minogue e altri gruppi o artisti.